# گروسروکرسوالده
گروسروکرسوالده (به آلمانی: Großrückerswalde) یک شهر در آلمان است که در ارتسگبیرگسکرایس واقع شده‌است. گروسروکرسوالده ۳٬۸۸۲ نفر جمعیت دارد.